# داون‌تاون وست (مینیاپولیس)
داون‌تاون وست (به انگلیسی: Downtown West) یک منطقهٔ مسکونی در ایالات متحده آمریکا است که در مینیاپولیس واقع شده‌است. داون‌تاون وست ۵٬۷۸۱ نفر جمعیت دارد.